# Giovanni Torchitorio V
Giovanni Torchitorio V, detto Chiano (... – Santa Igia, 1256), è stato il penultimo giudice del giudicato di Cagliari.

## Biografia
Era figlio del predecessore Guglielmo II Salusio V, e nipote abiatico di Barisone Torchitorio IV di Lacon-Serra, mentre sua madre era probabilmente una Serra; non ebbe ne mogli ne figli. Il suo luogo e data di nascita sono sconosciuti. 
Frustrato dal crescente strapotere pisano nel suo stesso giudicato, Chiano si impadronì della rocca di Castel di Castro e cercò di stabilire una alleanza con la Repubblica di Genova in chiave antipisana. Così nel febbraio del 1256 invio a Genova due suoi procuratori con lo scopo di siglare un patto di alleanza con il comune ligure. L'alleanza fu firmata a Genova il 20 aprile dello stesso anno e in maggio fu ufficializzata da Chiano nella cattedrale di Santa Maria di Castel di Castro alla presenza di Malocello e Percivalle Doria.
Secondo quanto stabilito nel trattato Castel di Castro passò ai genovesi, che inviarono tempestivamente il podestà Ogerio Scoto e il castellano Giovanni Pontano per prendere possesso della rocca. Chiano divenne "cittadino genovese" e garantì ai liguri l'esportazione del sale cagliaritano senza il pagamento di alcuna tassa, gli furono offerti un palazzo a Genova e la mano della nobildonna Vuna Malocello (sorella dell'ammiraglio Iacopo). 
A seguito di ciò giudici filopisani di Gallura e Arborea, Giovanni Visconti e Guglielmo di Capraia, coadiuvati da una flotta di otto navi comandata da Gherardo e Ugolino della Gherardesca in nome di Pisa, invasero il giudicato di Cagliari e assediarono la sua capitale Santa Igia. Dal porto ligure partirono venti galee dirette a Santa Igia per portare soccorso alla città assediata. Durante il tragitto la flotta catturò alcuni vascelli pisani lungo le coste toscane ma arrivò a Cagliari troppo tardi e Chiano venne sconfitto e catturato. Poco tempo dopo, nello stesso anno, venne assassinato a Santa Igia da dei sicari pisani. Prima di morire indicò alla Corona de Logu i suoi cugini Guglielmo e Rinaldo come suoi possibili successori; alla fine fu Guglielmo a salire sul trono del giudicato tra il 1256 e il 1257 con il nome di Guglielmo III Salusio VI.